# قلعه هیروشیما
قلعه هیروشیما (به ژاپنی: 広島城, Hiroshima-jō) یک قلعه ژاپنی است که در هیروشیما در ژاپن واقع شده‌است.